# Graafschap Drenthe
Het graafschap Drenthe was een gebied in de Nederlanden, dat de huidige provincie Drenthe (zonder Coevorden), de Stellingwerven en het Gorecht met de stad Groningen omvatte. 
Waarschijnlijk is het graafschap voortgekomen uit de gouw Treanth, waarover sinds 820 geschreven wordt. Het graafschap zelf wordt voor het eerst genoemd in 1025 als koning Koenraad een nieuwe schenkingsakte schrijft, van de schenking van waarschijnlijk een deel van het graafschap. De schenking was gedaan door zijn voorganger Keizer Hendrik II de Heilige, kort voor zijn dood in 1024, aan Adelbold II, de bisschop van Utrecht, na zijn overwinning op graaf Balderik van Duffelgouw. 
In 1046 werd dit bevestigd door keizer Hendrik III. Hiermee werd het graafschap onderdeel van het Sticht Utrecht. Samen met wat later Overijssel zou worden, vormde Drenthe het noordelijk deel van het Sticht, het zogenaamde Oversticht. Het Gorecht, dat een duidelijk Drents karakter heeft, komt op den duur geheel onder invloed van de stad Groningen en wordt dan niet meer tot Drenthe gerekend. De Stellingwerven scheiden zich in de dertiende eeuw van Drenthe af, waarbij niet duidelijk is wat daar de achtergrond van is, zij worden dan deel van de heerlijkheid Friesland.
Het Oversticht werd in 1528 gesplitst; de heerlijkheid Overijssel werd aan de Habsburgse Nederlanden toegevoegd. In 1536 werd Drenthe ten slotte onderworpen door de Habsburgers na de Slag bij Heiligerlee. Voortaan stond het bekend als landschap Drenthe.